# 3008 Nojiri
3008 Nojiri eller 1938 WA är en asteroid i huvudbältet som upptäcktes den 17 november 1938 av den tyske astronomen Karl Wilhelm Reinmuth i Heidelberg. Den har fått sitt namn efter den japanske astronomen Hōei Nojiri.
Den tillhör asteroidgruppen Themis.